# Сэр Патрик Спенс
«Сэр Патрик Спенс» (англ. Sir Patrick Spens; Child 58, Roud 41) — шотландская народная баллада, пользующаяся в Шотландии и Англии большой популярностью. Известно не менее двадцати её записей собирателями фольклора, самые ранние из которые относятся к XVII веку. Фрэнсис Джеймс Чайлд в своём собрании приводит восемнадцать вариантов баллады. Впервые фрагмент баллады из 11 строф опубликован Томасом Пёрси в его «Памятниках старинной английской поэзии» в 1765 году. Варианты, содержащие по 29 строф, публиковали Вальтер Скотт, Уильям Мазеруэлл и Питер Бьюкен, Дэвид Хёрд записал 20 строф.

## Сюжет
В начале баллады часто упоминается шотландский Данфермлин, где пирует король. Ему нужен капитан корабля, и он узнаёт, что сэр Патрик Спенс — лучший моряк, которого только можно найти. Патрику Спенсу поручается опасное предприятие: вести корабль (как правило — в Норвегию) в середине зимы. Иногда цель плавания не раскрывается, но в большинстве вариантов нужно привезти туда или обратно дочь шотландского или норвежского короля. Иногда корабль терпит бедствие на пути туда, но чаще моряки доплывают до Норвегии, где вызывают недовольство норвежского двора своим продолжительным пребыванием. Сэр Патрик Спенс вынужден вести корабль домой в разыгрывающийся шторм. Практически все варианты упоминают «новую луну со старой на руках» видимую накануне (скотс «…the new moon late yestreen, Wi the auld moon in her arm») — это явление под названием пепельный свет Луны указывает на максимальную силу прилива в это время. Зимний шторм отправляет корабль и всех, на нём находящихся, на дно.

## Культурное влияние
- Сэмюэл Тейлор Кольридж начинает свою поэму 1798 года «Dejection: An Ode[англ.]» начинается цитированием строфы из баллады с упоминанием новой луны[3][4].
- Генри Уодсворт Лонгфелло заимствовал из баллады некоторые сюжетные элементы и даже целую строфу для своей поэмы «The Wreck of the Hesperus[англ.]»[4].
- Дэвид Макбет Моир[англ.] в стихотворении The Old Seaport упоминает Спенса как героического моряка, который отражается в жителях Кулросса[англ.][5].
- Роберт Льюис Стивенсон в своих заметках 1903 года Edinburgh: Picturesque Notes цитирует строфу «О леди, долго придётся вам /Сидеть с веерами в руках…» («O lang, lang may the ladies sit, Wi' their fans into their hand…»), сравнивая их с жёнами моряков из Лейта и рыбачками из Кокензи, ожидающими возвращения лодок[6].
- Произведение композитора Герберта Хоуэллса[англ.] названо по этой балладе: «Sir Patrick Spens», Op. 23 (1917).

## Русский перевод
На русский язык балладу переводили О. Б. Румер и И. М. Ивановский.